# Їршовці
Їршовці (словен. Jiršovci) — поселення в общині Дестрник, Подравський регіон‎, Словенія.